# Station Hieizan Sakamoto
Station Hieizan Sakamoto (比叡山坂本駅, Hieizan Sakamoto-eki) is een spoorwegstation in de Japanse stad Ōtsu. Het wordt aangedaan door de Kosei-lijn. Het station heeft twee sporen, gelegen aan een enkel eilandperron.

## Treindienst

### JR West
| 1 | ■ Kosei-lijn | richting Katata en Omi-Imazu       |
| 2 | ■ Kosei-lijn | richting Yamashina, Kioto en Ōsaka |

## Geschiedenis
Het station werd in 1974 geopend.  

## Stationsomgeving
- Station Sakamoto aan de Ishiyama-Sakamoto-lijn
- Saikyō-tempel
- Hiyoshi-Taisha (schrijn)
- Heiwadō (supermarkt)
- 7-Eleven
- Autoweg 161

(Kioto) · Yamashina · Ōtsukyō · Karasaki · Hieizan Sakamoto · Ogoto-onsen · Katata · Ono · Wani · Hōrai · Shiga · Hira · Ōmi-Maiko · Kita-Komatsu · Ōmi-Takashima · Adogawa · Shin-Asahi · Ōmi-Imazu · Ōmi-Nakashō · Makino · Nagahara · Ōmi-Shiotsu (>> Hokuriku-lijn)